# FORVM
 (octobre 2023).
Si vous disposez d'ouvrages ou d'articles de référence ou si vous connaissez des sites web de qualité traitant du thème abordé ici, merci de compléter l'article en donnant les références utiles à sa vérifiabilité et en les liant à la section « Notes et références ».
FORVM (sous-titre : Österreichische Monatsblätter für kulturelle Freiheit) est un magazine autrichien fondé avec des fonds de l'association culturelle anticommuniste « Congrès pour la liberté de la culture ».

## Histoire
Le journal est fondé en 1954 par Friedrich Hansen-Loeve, Felix Hubalek, Alexander Lernet-Holenia et Friedrich Torberg.
En avril 1966, il est révélé que la CIA finance secrètement le Congrès au travers de fondations écrans, ce qui fait scandale. Le Congrès finance d'autres journaux européens de courants intellectuels libéraux et de gauche. Néanmoins FORVM n'est pas toujours dans l'intérêt de ses financiers. Déjà dans le premier numéro de la première année, il y a une controverse entre Friedrich Heer et l'éditeur Friedrich Torberg pour savoir s'il est permis de parler avec les communistes de l'Est. Torberg réussit - avec le soutien actif de Hans Weigel et Ernst Haeusserman, mais contre Günther Nenning, à imposer à Vienne le boycott contre Bertolt Brecht jusqu'en 1963. En dépit de son fort accent sur le théâtre et la littérature, FORVM rend compte des impulsions significatives dans le dialogue entre les Eglises et l'Etat, entre les idéologies et les fondements socio-scientifiques des révoltes à venir dans les premières années de son existence. L'anti-communisme rigide et enragé de Torberg désespère les financiers qui lui adressent plusieurs avertissements, le financement de la CIA en 1961 est restreint et abandonné en 1964. À partir de 1958, Günther Nenning agit de facto en tant que rédacteur de FORVM, d'abord strictement contrôlé par Torberg, mais à partir de 1964, sous la seule responsabilité de ce dernier. Après le retrait du nouveau financier Hans Deutsch en 1965, Torberg prend sa retraite et remet le magazine à Nenning.
Torberg cède la propriété et les publications de FORVM à Günther Nenning en 1966. Il place le journal à gauche en tant que « chrétien et socialiste », le rebaptise NEUES FORVM jusqu'à la mort de Torberg en 1979 et augmente le tirage de 2 700 à près de 30 000 exemplaires. Quand FORVM publie La Philosophie dans le boudoir du marquis de Sade (avec un long commentaire de Michael Siegert), le ministère de l'Intérieur saisit la publication et interdit plusieurs publications ultérieures. L'interdiction est abrogée à cause de son inconstitutionnalité, car la censure est interdite en Autriche. À cette époque, il y a des discussions et des débats sur la constitution, la neutralité et la loi naturelle, la Vergangenheitsbewältigung, la révolution sexuelle, l'actionnisme et le terrorisme en Autriche.
Michael Siegert rédige le journal de 1973 à 1982. Il intervient - plus encore que Torberg ou Nenning avant lui - dans les textes d'auteurs, dont certains réagissent avec colère. Bien que Nenning reste le propriétaire, l'éditeur et le rédacteur en chef, formellement FORVM appartient à partir de 1973 à une association de rédacteurs et d'employés du journal. En 1982, Gerhard Oberschlick reprend le rôle de rédacteur, mais est renvoyé par Nenning début 1984 pour insubordination. Les principaux points de controverse sont la coopération de Nenning avec Peter Michael Lingens, ancien rédacteur en chef de profil, et Jörg Mauthe, conseiller municipal de Vienne, ainsi que le financement secret de l'initiative dit de Konrad Lorenz par Hans Dichand et Kronen Zeitung, avec lesquels Nenning a également collaboré. Nenning mène FORVM sur une ligne fondamentaliste-verte, la parution chute de façon spectaculaire à 1 700 exemplaires, la revue fait face à la banqueroute. En 1985, Nenning est expulsé de l'ÖGB et du SPÖ. L'année suivante, il vend le magazine à Gerhard Oberschlick.
Oberschlick donne une nouvelle ligne éditoriale. L'économie se rétablit, la parution revient à 25 000 exemplaires . Günther Anders devient un auteur important, l'État de droit et les droits de l'homme sont les thèmes centraux. Le journal critique Hans Lebert, militant contre le fascisme, et dénonce les activités en faveur du pangermanisme de Alfred Toepfer au moment où le jury du Franz-Grillparzer-Preis délivre à Lebert un prix financé par la Fondation Alfred Toepfer. Oberschlick, conscient de l'intention du poète, imprime le discours et le distribue, immédiatement après sa lecture par l'acteur Wolfgang Gasser, dans un numéro spécial. En 1995, la version imprimée du magazine cesse. Depuis 2000, il existe une version Internet entretenue.

## Auteurs importants
- Theodor W. Adorno
- Günther Anders
- Heinrich Böll
- Elias Canetti
- Andrea Maria Dusl
- Erich Fried
- Michael Guttenbrunner
- Friedrich Heer
- Ivan Illich
- Hans Kelsen
- Franz König
- Bruno Kreisky
- Hans Lebert
- Georg Lukács
- Herbert Marcuse
- Robert Menasse
- Christian Michelides
- Manfred Nowak
- Heidi Pataki
- Erwin Ringel
- Manès Sperber
- Peter Turrini
- Oswald Wiener
- Simon Wiesenthal
- Carl Zuckmayer